# قشلاق أغداش بيغلر (مقاطعة بيله سوار)
قشلاق أغداش بیغلر (بالفارسية: قشلاق اغداش بیگلر) هي منطقة سكنية تقع في إيران في أردبيل. يقدر عدد سكانها بـ 48 نسمة .